# Mind Bomb
Albums de The The
Infected
(1986) Dusk
(1993)
Singles
1. The Beat(en) Generation
Sortie : 1988
2. Armageddon Days Are Here (Again)
Sortie : 1989
3. Kingdom of Rain
Sortie : 1989
4. Gravitate to Me
Sortie : 1989

Mind Bomb est le troisième album studio de The The, sorti le 11 juillet 1989.
L'album s'est classé 4e au UK Albums Chart et 138e au Billboard 200.
Contrairement aux opus précédents sur lesquels jouait une grande quantité de musiciens, Matt Johnson s'est entouré d'un groupe plus restreint qui a interprété la majeure partie de l'instrumentation. Il a néanmoins fait appel à des musiciens de studio pour les « ornementations » musicales. La chanteuse Sinéad O'Connor est invitée sur le titre Kingdom of Rain.
Les thèmes abordés dans Mind Bomb sont la politique, la religion et l'amour. The Beat(en) Generation est le premier titre extrait de l'album en single. Armageddon Days Are Here (Again) était le choix initial de Matt Johnson, mais la maison de disques a jugé ses paroles « Islam is rising / The Christians mobilising » trop sulfureuses dans une époque marquée par la fatwa de l'ayatollah Khomeini contre Salman Rushdie et son roman Les Versets sataniques.

## Liste des titres
Toutes les chansons sont écrites et composées par Matt Johnson, sauf mention contraire.
| No | Titre                                       | Auteur               | Durée |
| -- | ------------------------------------------- | -------------------- | ----- |
| 1. | Good Morning, Beautiful                     |                      | 7:28  |
| 2. | Armageddon Days Are Here (Again)            |                      | 5:40  |
| 3. | The Violence of Truth                       |                      | 5:40  |
| 4. | Kingdom of Rain (featuring Sinéad O'Connor) |                      | 5:51  |
| 5. | The Beat(en) Generation                     |                      | 3:04  |
| 6. | August & September                          |                      | 5:45  |
| 7. | Gravitate to Me                             | Johnson, Johnny Marr | 8:09  |
| 8. | Beyond Love                                 |                      | 4:22  |

## Musiciens
- Matt Johnson : chant, guitare, claviers
- Johnny Marr : guitare, harmonica
- James Eller : basse
- David Palmer : batterie

### Musiciens additionnels
- Wix : piano, claviers, orgue Hammond, accordéon
- Sinéad O'Connor : voix
- Warne Livesey : claviers, banjo, guitare acoustique
- Pandit Dinesh : percussions
- Danny Cummings : percussions
- Pedro Haldermann : percussions
- Chris White : saxophone
- Philip Todd -: saxophone
- Ashley Slater : trombone
- John Eacott : bugle
- Mark Feltham : harmonica
- Danny Thompson : contrebasse
- Sarah Homer : clarinette
- Dai Pritchard : clarinette basse
- Hilary Storer : hautbois
- Gavyn Wright : violon oriental
- Astarti String Section : cordes